# Wojciech Marok
Wojciech Marok (ur. 12 września 2001) – polski lekkoatleta specjalizujący się w pchnięciu kulą oraz rzucie dyskiem.
Zajmował czwarte miejsce w rzucie dyskiem podczas olimpijskiego festiwalu młodzieży w 2017 roku oraz na mistrzostwach Europy juniorów młodszych w kolejnym sezonie. W 2019 roku został wicemistrzem Europy U20 w pchnięciu kulą.
Medalista mistrzostw Polski U20 oraz ogólnopolskiej olimpiady młodzieży.
Rekord życiowy: pchnięcie kulą (6 kg) – 20,07 (19 lipca 2019, Borås); rzut dyskiem (1,5 kg) – 63,25 (29 lipca 2018, Chorzów).

## Osiągnięcia
| Rok  | Impreza                                     | Miejsce | Konkurencja            | Pozycja           | Wynik |
| ---- | ------------------------------------------- | ------- | ---------------------- | ----------------- | ----- |
| 2017 | Olimpijski festiwal młodzieży Europy (EYOF) | Győr    | rzut dyskiem (1,5 kg)  | 4. miejsce        | 52,18 |
| 2018 | Mistrzostwa Europy U18                      | Győr    | rzut dyskiem (1,5 kg)  | 4. miejsce        | 57,52 |
| 2018 | Mistrzostwa Europy U18                      | Győr    | pchnięcie kulą (5 kg)  | –                 | NM    |
| 2019 | Mistrzostwa Europy U20                      | Borås   | pchnięcie kulą (6 kg)  | 2. miejsce        | 20,07 |
| 2019 | Mistrzostwa Europy U20                      | Borås   | rzut dyskiem (1,75 kg) | el. – 15. miejsce | 54,03 |